# Masaharta
Masaharta fue Sumo sacerdote de Amón en Tebas, de c. 1054 a 1046 a. C.; coetáneo de la dinastía XXI de Egipto.

## Biografía
Es el primer hijo de Pinedyem I e Isetemjeb II. Heredó el cargo en 1054 a. C., cuando su padre es proclamado faraón. 
No es mencionado en los epítomes de Manetón. 
Durante su mandato prosiguió con el traslado, a Deir el-Bahari, de las momias de los faraones del Imperio Nuevo, sepultados en el Valle de los Reyes, para evitar más robos y profanaciones.
Pinedyem muere antes que su padre. Se descubrió su momia en el escondrijo DB320, situado en Deir el-Bahari.
Le sucede en el pontificado su hermano Dyedjonsuefanj.

## Titulatura
| Titulatura | Jeroglífico | Transliteración (transcripción) - traducción - (referencias) |

| R8 | U36 | D1 · Q3 · N35 | M17 | Y5 · N35 | N5 · Z1 | M23 | X1 · Z2ss | R8 | SPACE | G3 | Aa18 | O4 · Z1 | r · V13 |

| R8 | U36 | D1 · Q3 · N35 | M17 | Y5 · N35 | N5 · Z1 | M23 | X1 · Z2ss | R8 | SPACE | G3 | Aa18 | O4 · Z1 | r · V13 |

| G3 | Aa18 | O4 · Z1 | r · V13 |

| G3 | Aa18 | O4 · Z1 | r · V13 |